# Црква Светих арханђела Михаила и Гаврила у Делиграду
Црква Светих арханђела Михаила и Гаврила у Делиграду, насељеном месту на територији општине Алексинац, припада Епархији нишкој Српске православне цркве. Црква је посвећена Светим арханђелима Михаилу и Гаврилу и изгинулим ратницима у биткама вођеним у Првом српском устанку.

## Историјат и архитектура
Црква је подигнута на делу Карађорђевог шанца у периоду од 1933. до 1935. године, по пројекту архитекте Момира Коруновића. Планове и предрачун за цркву и звонару Коруновић је одрадио бесплатно,у знак захвалности уврштен је у ред великих добротвора цркве.
Првобитна идеја потекла је од стране Одбора госпођа „Кнегиња Љубица” за изградњу споменика-костурнице где почивају кости српских јунака. Касније је одлучено да се сагради спомен-црква са костурницом посвећена Светим арханђелима Михаилу и Гаврилу. На Крстовдан 1930. године извршено је освећење темеља будућег храма. Један од ктитора био је и краљ Александар I Карађорђевић. Краљ је цркви даривао звоно и иконостас. Ипак већи део посла око подизања овог храма урађен је од стране удружења „Кнегиња Љубица”. Чин освећења цркве обављен је 12. маја 1935. године.
Црква Светих арханђела Михаила и Гаврила у Делиграду типична је грађевина српско-византијског стила. У основи правоугаоног облика са једном петостраном олтарском апсидом и отвореном припратом изнад улазних врата. Осмоугаону куполу носе четири стуба, чије импозантне димензије доминирају наосом. Грађена је армираним бетоном и једна је од најуспешнијих решења архитекте Kоруновића.
Костурница се налази са десне стране и у њој су положене кости изгинулих ратника. Испред старе школе у Делиграду налази се споменик Вожду Карађорђу.
Посебну вредност цркви даје иконостас са осам масивних стубова средњевековне флоралне орнаментике. Иконсотас поседује и прелепе иконе направљене од белог „брачког камена”. За пројектовање и изградњу иконостаса одређени су најпознатији извођачи ове врсте послова у тадашњој Југославији. Као пројектант одређен је рус Никола Краснов који се после револуционарних догађаја у њиховој земљи нашао као емигрант у Краљевини СХС и свакако да је оставио дубок траг. Осликавање икона на иконостасу било је посвећено групи руских сликара који су осликавали храмове и за потребе двора Карађорђевића. Након завршетка Другог светског рата вечина руских сликара емиграната одлази у Америку, а та судбина снашла је и иконописце Делиградске цркве.
Иконе рађене на платну дело су такође руских емиграната али се разликују у сликарском правцу од икона на иконостасу, ове светиње осликане су у духу руског реализма.